# ساکی فوجیتا
ساکی فوجیتا (انگلیسی: Saki Fujita; ۱۹ اکتبر ۱۹۸۴ – ) صداپیشه، و بازیگر اهل ژاپن بود. وی از سال ۲۰۰۵ میلادی تاکنون مشغول فعالیت بوده‌است.